# 東京左翼劇場
東京左翼劇場（とうきょうさよくげきじょう）はかつて存在した日本の劇団。
単に「左翼劇場」ともいう。前身は前衛芸術家同盟傘下の「前衛劇場」と日本プロレタリア芸術連盟傘下のプロレタリア劇場。

## 概要
1928年、佐々木孝丸、村山知義、佐野碩らが結成。1934年6月に解散するまで宇野重吉、原泉、信欣三、水木洋子、八木隆一郎、池田生二、小沢栄太郎、滝沢修、久保栄、仲みどり、山本安英らが参加した。その後、出身者の多くが新協劇団や新築地劇団などに合流し、新劇界に少なからぬ影響を与えた。

## 経歴
- 1928年3月、日本プロレタリア芸術連盟と前衛芸術家同盟が合同して全日本無産者芸術連盟(ナップ)として発足したのに伴い、同年4月にはプロレタリア劇場と前衛劇場（両劇団とも前衛座が源流、1927年に両劇団に分裂）が合同して結成[1]。第1回公演として、1928年4月21日から4月24日まで、築地小劇場で左翼劇場（前衛劇場・プロレタリア劇場合同）第1回公演「磔茂左衛門」（藤森成吉作、村山知義演出装置、小野宮吉演技監督、佐々木孝丸主演）「嵐」（鹿地亘作、佐野碩演出、林一郎装置）を上演[2]。
- 1929年2月、大阪の戦旗座などとともに、日本プロレタリア劇場同盟（後の日本プロレタリア演劇同盟（略称プロット[3]）に改編）を結成[1]。
- 1931年6月12日、福岡市大博劇場で「太陽のない街」九州地方公演[4]。
- 1933年、映画『河向ふの青春』に宇野重吉、信欣三、滝沢修が出演した。
- 1934年、中央劇場に改称後、同年6月に解散[1]。

## 主な舞台

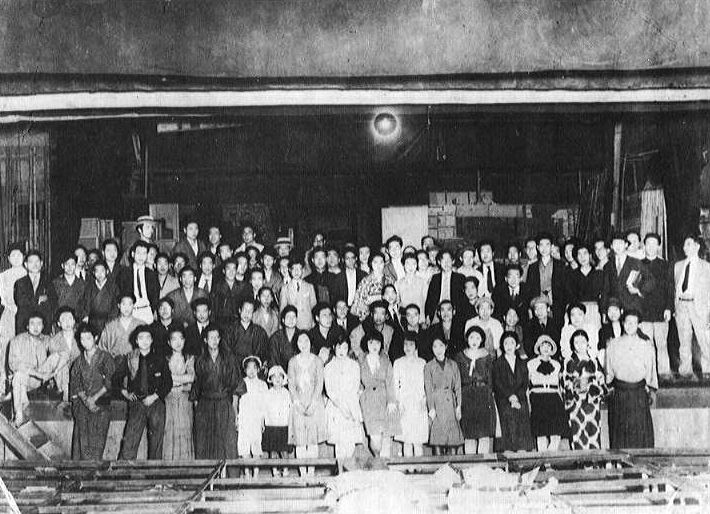
1931年6月12日に福岡市大博劇場で行われた左翼劇場の「太陽のない街」公演。佐々木孝丸、島公靖、杉本良吉、原泉、山本安英ら。

- 第4回公演『ダントンの死』（ゲオルク・ビューヒナー原作、アレクセイ・ニコラエヴィッチ・トルストイ作、村山知義・佐野碩演出、村山知義装置、柳瀬正夢ポスター）- 1929年1月26日から1月29日、築地小劇場[5]
- 第12回公演『全線』（村山知義作） - 1929年6月27日から7月3日、築地小劇場[6]
- 「父」（5幕、久板栄二郎作、佐野碩演出）、「白蟻」（1幕、ヴァルター・トロッペンツ作、村山知義演出） - 1929年9月20日、丸の内・報知講堂[7]
- 左翼劇場・戦旗座合同公演『母』（4幕8場、ゴーリキー作、佐野碩・小野宮吉演出　村山知義装置）、「足のないマルチン」（「カスパア・ハウゼル」のペンネームによるクルト・トゥホルスキー作） - 1929年10月6日から10月7日、大阪・朝日会館[8]
- 第14回公演『太陽のない街』（徳永直原作、小野宮吉・藤田満雄脚色。村山知義演出、金須孝装置） - 1930年2月3日から2月11日、築地小劇場[9]
- 第20回公演「勝利の記録」（3幕・7場、村山知義作、佐野碩・杉本良吉・西郷謙二演出、島公靖装置） - 1931年5月1日から5月14日築地小劇場
- 第21回公演「赤色レビュー　生きた新聞」（村山知義演出・装置）、村山知義「恐山トンネル」（三好十郎作、西郷謙二・矢口文吉演出） - 1931年7月18日から8月2日、築地小劇場

## 前身劇団

### プロレタリア劇場
同劇団の前身のひとつ「プロレタリア劇場」（日本プロレタリア芸術連盟傘下）は、1927年の後半から1928年の春まで存在した。
演出を佐野碩の他、詩人の佐藤武夫や皆川晃、平松豊彦、後に俳優として活躍する中村栄二が支えていた。日本プロレタリア芸術連盟音楽部の小野宮吉、関鑑子らが音楽で盛り上げ、美術部の柳瀬正夢が装置やポスター制作を担当した。さらに、当時の出し物のポスターからは人形劇のスタッフがいたことがうかがわれる。しかし、1927年11月にはプロレタリア劇場のメンバーだった久板栄二郎やプロレタリア劇場を手伝っていた小野宮吉、関鑑子、柳瀬正夢が前衛芸術家同盟傘下の前衛劇場に合流している。その後、1928年4月21日から4月24日まで、前衛劇場と合同で、築地小劇場で「磔茂左衛門」と「嵐」を上演して左翼劇場に統一された。
- 1927年9月26日から9月27日まで、築地小劇場で、労働農民新聞基金募集応援委員会主催のプロレタリア劇場公演「労農党の夕」開催。人形劇「カスペル」、「母」（カール・ウィットフォーゲル作）、「炭坑夫」（ル・メルテン作）、「命令一下」（久板栄二郎作）上演[10]。
- 1927年11月12日から11月14日まで、日本プロレタリア芸術連盟主催「ロシア革命十週年記念プロレタリア芸術祭」、人形劇「足のないマルチン」（谷一・佐藤武夫作、5場、平松豊彦演出、中村栄二助手）、無言劇「歴史の審判」（1幕、佐藤武夫・佐野碩演出、柳瀬正夢装置）、「一九二七年」（12場、鹿地亘作、佐野碩・皆川晃演出、柳瀬正夢装置）を上演[11]

## 映画部
- 佐々元十らの日本プロレタリア芸術連盟所属のプロレタリア映画班が、1928年プロレタリア劇場映画班に発展。同年4月にプロレタリア劇場と前衛劇場が統一され東京左翼劇場が設立されたのに伴い、東京左翼劇場映画部となった。日本プロレタリア映画同盟に改組されるまで、1929年2月に野田醤油争議を撮影するなど左翼劇場映画部として活動した。